# Pouvanaa a Oopa
Pouvanaa a Oopa (Maeva na otoku Huahine, 10. svibnja 1895. – Papeete, 10. siječnja 1977.), političar iz Francuske Polinezije i tahićanski nacionalist. Vodio je tahićanski separatistički pokret protiv francuske vladavine, sve dok nije protjeran u Francusku u kasnim 1950-im. Tahićani i drugi narodi Francuske Polinezije za Pouvanaau koriste naziv metua, što bi značilo duhovni otac. On je i dalje jedan od simbola separatističkog i autonomaškog pokreta u Francuskoj Polineziji. Njegov sin Marcel Oopa također je bio političar.

## Životopis
Pouvanaa a Oopa rođen je u selu Maevi na otoku Huahine. Majka mu je bila polinezijskog podrijetla, a otac danski jedriličar. Služio je u francuskoj vojsci te je veteran Prvog svjetskog rata. U mladosti se bavio i prodavanjem prženih krumpira i stolarstvom. Tijekom Drugog svjetskog rata Pouvanaa je kritizirao ljude koji su financijski profitirali zbog rata, te je 1942. stavljen u pritvor na rodnom otoku. Nakon završetka rata i oslobođenja Francuske nastavio je kritizirati francusku kolonijalnu vlast. U listopadu 1947. osnovao je vlastitu nacionalističku stranku koja je zagovarala okončanje francuske vlasti i neovisnost Tahitija. Dvije godine kasnije prvi put je izabran u francusku skupštinu i tako postao prvi Polinežanin zastupnik u francuskoj skupštini. Ponovno će biti biran 1952. i 1956., što je dio francuskog programa davanja autonomije prekomorskim posjedima. 1958. postao je potpredsjednik područne uprave otoka. Pod sloganom "Tahiti Tahićanima! Francuze na more!" Pouvanaa je optužio francusku vlast za uništavanje područnog gospodarstva. Njegova vlada uvela je porez na dohodak kako bi se dobilo što više prihoda od tahićanskog gospodarstva kojim su prevladavali Francuzi i Kinezi. Oštri prosvjedi, štrajkovi i neredi u glavnom gradu Papeeteu prisilili su vlast ukinuti porez na dohodak. Zahvaljujući Pouvanaai i pristašama 1958. je održan referendum za neovisnost Francuske Polinezije. Svega je 35% pučanstva podržalo neovisnost i tako je Polinezija ostala francuski teritorij. Iste godine optužen je za tahićanski nacionalizam i potpirivanje požara u Papeeteu. Proglašen je krivim i osuđen na osam godina zatvora i dodatnih petnaest godina izbjeglištva u Francuskoj. Francuski predsjednik Charles de Gaulle je 1968. pomilovao Pouvanaau koji se vratio u domovinu. Tri godine kasnije izabran je za zastupnika u francuskom senatu što je ostao sve do svoje smrti. Godine 1982. ispred skupštine Francuske Polinezije podignut mu je spomenik. U srpnju 1995. jedna je gradska ulica nazvana u njegovu čast. Tijekom istog mjeseca 2009. skupština Francuske Polinezije jednoglasno je usvojila rezoluciju kojom se traži revizija suđenja Pouvanaai a Oopai.